# Chikmanakatti, Shiggaon
Chikmanakatti là một làng thuộc tehsil Shiggaon, huyện Haveri, bang Karnataka, Ấn Độ.